# Борид диплатины
Борид диплатины — бинарное неорганическое соединение 
платины и бора
с формулой Pt2B,
кристаллы.

## Получение
- Сплавление стехиометрических количеств чистых веществ:

{\displaystyle {\mathsf {2Pt+B\ {\xrightarrow {T}}\ Pt_{2}B}}}

## Физические свойства
Борид диплатины образует кристаллы
тетрагональной сингонии,
пространственная группа I 4/mmm,
параметры ячейки a = 0,27936 нм, c = 1,0486 нм, Z = 2.